# Andrew Baddeley
Pour les articles homonymes, voir Baddeley.
Andrew « Andy » Baddeley (né le 20 juin 1982 à Upton) est un athlète britannique, spécialiste du demi-fond.

## Biographie
Lors des Jeux olympiques de 2008 à Pékin, Andrew Baddeley se classe 8e de la finale du 1 500 mètres en 3 min 35 s 37.

### Palmarès
| Date | Compétition                    | Lieu      | Résultat | Épreuve | Performance   |
| ---- | ------------------------------ | --------- | -------- | ------- | ------------- |
| 2005 | Universiade                    | Izmir     | 2e       | 1 500 m | 3 min 50 s 90 |
| 2006 | Championnats d'Europe          | Göteborg  | 6e       | 1 500 m | 3 min 42 s 31 |
| 2008 | Jeux olympiques                | Pékin     | 8e       | 1 500 m | 3 min 35 s 37 |
| 2010 | Championnats d'Europe          | Barcelone | 6e       | 1 500 m | 3 min 43 s 87 |
| 2011 | Championnats d'Europe en salle | Paris     | 4e       | 3 000 m | 7 min 54 s 49 |

### Records personnels
- 800 m : 1 min 46 s 32
- 1 000 m : 2 min 16 s 99
- 1 500 m : 3 min 34 s 74
- Mile : 3 min 49 s 38
- 3 000 m : 7 min 54 s 74
- 800 m en salle : 1 min 48 s 67
- 1 500 m en salle : 3 min 44 s 50
- Mile en salle : 3 min 58 s 23
- 3 000 m en salle : 7 min 45 s 10